# Лебедев, Михаил Николаевич (писатель)
Михаи́л Никола́евич Ле́бедев (коми Микӧл Миш; 12 октября 1877 — 5 марта 1951) — коми писатель, поэт. Писал также под псевдонимами Юсь, Абориген Вычегодский.

## Биография
Родился в с. Межадор Усть-Сысольского уезда Вологодской губернии, в семье волостного писаря. Учился в Усть-Сысольском уездном училище, работал помощником волостного писаря в с. Корткерос, в с. Покча. Большую часть своей жизни он прожил в с. Корткерос. Вступив на литературное поприще в конце XIX века, Михаил Лебедев создал до Октябрьской революции несколько произведений. Это были повести «За богом молитва, за царем служба не пропадут» (1898), «Сон великого хана» (1903), «Последние дни Перми Великой» (1907), «Таня Осинина» (1908—1909), «Среди медведей» (1914) и «В волостном омуте» (1914), написанные на русском языке.
После установления советской власти работал секретарем корткеросского комитета бедноты и секретарем народного суда в с. Корткерос. В первые годы Советской власти Лебедев М. Н. выступал в печати как с прозаическими произведениями, так и с поэтическими. В конце 1920-х на материале легенд из прошлого коми народа он создал поэмы-сказки «Корт-Айка» («Железный свёкор», 1928), «Ягморт» (Лесной человек (леший), 1928), «Юрка» (1928), «Повтом зон» (Бесстрашный парень, 1929) и др. В этих произведениях автор повествует о том, что у коми, как и у др. народов, ещё в древности были свои герои. Широко черпая материал и средства для своих произведений из жизни, фольклора и опыта др. литератур, Михаил Лебедев создавал запоминающиеся стихи и поэмы.
Первым из коми писателей был отмечен правительственной наградой — орденом «Знак Почёта». От имени Правления Союза писателей СССР его приветствовал телеграммой Александр Фадеев. Умер в с. Корткерос Коми АССР.

## Творчество
При советской власти М. Н. Лебедев пытался идти в русле социалистического реализма и в частности написал несколько «опереток» в которых он показал людей, вышедших из народа. Его оперетки «Мича ныв» (Красивая девушка, 1919), «Тун» (Колдун, 1920), «Настук» (Настя, 1928) ставились на сцене. Так, в «оперетке» «Тун» (Колдун, 1920) юную пряху Сашук не соблазнили ни богатства купца, ни положение барыни, которое он обещал, сватаясь к ней. Попыткой изобразить черты новых реальных людей стала его оперетка «Настук» (Настя), в которой автор показал, как вчерашняя робкая батрачка нашла себе место в новой жизни. В 1930-е писатель обратился к теме борьбы за мир («Римской папа шуис тшапа» — Римский папа сказал хвастливо, 1933), а в военные годы он мобилизует свою поэзию на борьбу с фашизмом. Значительно басенное творчество писателя. Много его оригинальных басен написано о труде колхозника, рабочего, служащего. В них он стремится похвалить труженика за хозяйственность, трудолюбие, сообразительность, честность, а, с другой стороны, заклеймить позором лодыря, прогульщика, тунеядца, бюрократа, пьяницу («Педьо да Родьо» — «Фёдор и Родион», «Колхозник Митропан», «Иван Иванович» и др.).
Многие произведения Михаила Лебедева предназначались для детского читателя. Так, его сборник басен впервые отдельной книгой вышел в 1934 году и предназначался для детского чтения. С тех пор было издано несколько книг поэта для читателей всех возрастов. Это — «Стихъяс» (Стихи. Для детей старшего возраста, 1940), «Челядьлы стихъяс» (Стихи для детей, 1958), «Тулыс» (Весна. Стихи для детей школьного возраста, 1960), «Зарни чукор» (Клад золота. Стихи для детей младшего школьного возраста, 1974). В его переводах выходили произведения Пушкина А. С., Крылова И. А., Маяковского В. В., Маршака С. Я.

## Память
Имеем прозаика названа Центральная библиотека им. М.Н. Лебедева в Корткеросе.

## Награды
- орден «Знак Почёта» (31.01.1939)

## Публикации
- Лебедев М. Н. Пермь Великая: Исторические очерки // Журнал Министерства народного просвещения. — СПб., 1917. — №№ 11—12.
- Лебедев М. Н. Сон великого хана. Последние дни Перми Великой // Бремя государево. — М.: Современник, 1997. — 272 с. — (Государи Руси Великой). — ISBN 5-270-01710-5.